# チャールズ・ケタリング

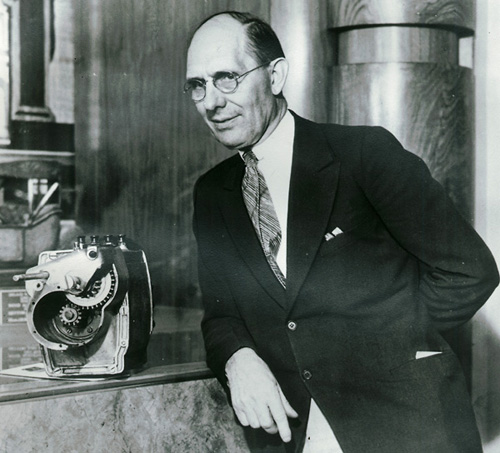
チャールズ・ケタリング

チャールズ・フランクリン・ケタリング（Charles Franklin Kettering 、1876年8月29日 – 1958年11月24日もしくは11月25日）は、アメリカ合衆国オハイオ州ラウドンビル生まれの、農民、教員、メカニック、エンジニア、科学者、発明家、社会哲学家である。

## デイトンでのデルコ創業
目が悪かったが、オハイオ州立大学で電気工学を専攻。1904年に卒業し、新しいアイデアというものはチームであればこそ進化させることができるとの考えを持ち、興味関心事にこれを広く適用した。
20世紀初頭、オハイオ州西部の都市デイトンは米国の工業都市のなかでもリーダーとなっていた。自動車関連の研究のため、エドワード・A・ディーズとともに、1909年、デイトン・エンジニアリング・ラボラトリーズ・カンパニー（デルコ）を創設している。ケタリングとディーズとは事業においても、専門家としても、また、個人としても生涯の友だった。
デイトンには高い能力をもったエンジニア、科学者が集って働いていた。1914年、エンジニアズ・クラブ・オブ・デイトンを結成した。また、ケタリングは第一次世界大戦中には、まだ自動車だけの技術者団体であったSAEで会長職にも就いている。
デルコは、1920年にゼネラルモーターズ (GM) に売却され、ゼネラルモーターズ・リサーチ・コーポレーション（General Motors Research Corporation ）、およびデルコ・エレクトロニクスに発展する。売却したケタリングはゼネラルモーターズ・リサーチ・コーポレーションの副社長となり、その後27年間、GMの研究所を率いた。

## 成功した発明家
ケタリングは米国で300以上の特許を取得している。NCR時代にはモーターを動力としレジスターを電動化（1906年）した。デルコでは、バッテリーを利用したイグニッション・システム（点火装置）として「高圧点火システム」（1910年）、自動車での電気式のセルフスターター（セルモーター、1911年）、電気式ヘッドライトの発明がある。ケタリングの「高圧点火システム」は日本では一般に「ポイント式」と呼ばれているもので、米国中心にケタリング式点火装置とも呼ばれている。ケタリングの発明をディードがキャデラックに売り込み成功した。それと同時にクランク逆回転による怪我が元で友人を亡くしたキャデラックのヘンリー・リーランドから、セルフスターターの開発を要請されそれに応えたもの。ケタリングはその要求に自身のレジスターの電動化をヒントとしてアイデアを得たといわれている。このセルフスターターはそれまでの標準であったクランク始動にとって変わることになる。セルフスターターは1911年2月17日にキャデラックに初めて搭載された。イグニッションシステム、セルフスターター、ヘッドライトという電気を利用したケタリングの発明の3点セットは米国の自動車業界で広く使われるようになった。セルフスターターの特許取得は1916年2月8日だった。
そのほかに携帯型ライト、第一次世界大戦で使用された「エアリアル・トーピドゥ（空中魚雷）」（現代の巡航ミサイルの前身と考えられる。またの名をケタリング・バグといった）、性病の治癒法、未熟児保育器、エンジン使用の発電機などがケタリングの特許である。発電機はデルコ (Delco) となづけられた。
1920年代の自動車に用いられたデュポンで製造販売された自動車塗装用塗料「Duco」を開発。速乾ペイントのさきがけとなったもの。ディーゼルエンジンや太陽エネルギーの利用方法の開発も支援していた。ケタリングは診断技術としての磁力の応用についても初期の貢献をしている。

## 功罪
ケタリングがトマス・ミジリーとともにおこなった合成化学物質の開発においては、絶賛されたのち、大きな環境問題を引き起こしている。

### 有鉛ガソリン
ミジリーとは、アンチノック剤テトラエチル鉛を添加した高オクタン価（ハイオク）有鉛ガソリン(テトラエチル鉛ガソリン)を開発（1921年）している。GMはデュポン社に量産を委託し、委託業務の管理のために1923年4月、ゼネラルモーターズ・ケミカル・カンパニー (General Motors Chemical Company) を設立している。社長がチャールズ・ケタリングとなり、ミジリーは副社長についた。
しかし、生産開始直後、人体に対する有害性が露呈した。1924年にオハイオ州デイトンにあるデュポン社の工場では2名が死亡し、40名が病気となった。このほか、ニュージャージー州ベイウェイのスタンダード石油の工場では7名が死亡、33名が精神病に罹患した。テトラエチル鉛による急性鉛中毒が原因である。
1924年、ゼネラルモーターズはロックフェラーが率いていたスタンダード石油とともにエチルガソリンコーポレーション (Ethyl Corporation) を設立し、ミジリを部長に迎えた。ノッキングしないこのガソリンは、エチル・ガソリンという名前で販売された。米公衆衛生局は1926年に添加剤として希釈されるためという理由で、有害性は公衆衛生上の問題にならない、との判断を出している。しかしこの、有鉛ガソリンは1960年代に環境問題となる。1974年には有鉛ガソリン禁止に関する初めての訴訟が起きた。
高オクタン価有鉛ガソリンは、1918年から開発が始まった空冷エンジンの失敗から生まれたものだった。この空冷エンジンは空冷フィンとして銅板を使用したが、単に平板の銅板をシリンダー周囲に溶接しただけであったため冷却能力が足りず、エンジンとしても完成に時間がかかっただけでなく、搭載された1923年の空冷シボレー車は、759台製造された100台ほどが顧客に渡ったところで、すべてを回収することに決定された。しかしそのうちの一台はヘンリー・フォードが購入しており、ヘンリー・フォード自動車博物館が所有しているといわれている。

### フロン
フロン（フレオン）ガスによる冷却（フリッジデール社米国特許1928.12.31）、1930年、GMとデュポンがキネティック・ケミカル・カンパニー (Kinetic Chemical Company) を設立しフロンを生産した。1935年までに、フリッジデールも含め、冷蔵庫メーカーは冷蔵庫を800万台も生産した。

## ケタリングに因んで命名された事物
ケタリング・バグは、アメリカ陸軍のために開発した空中魚雷。現在の無人航空機や巡航ミサイルの始祖といえる。

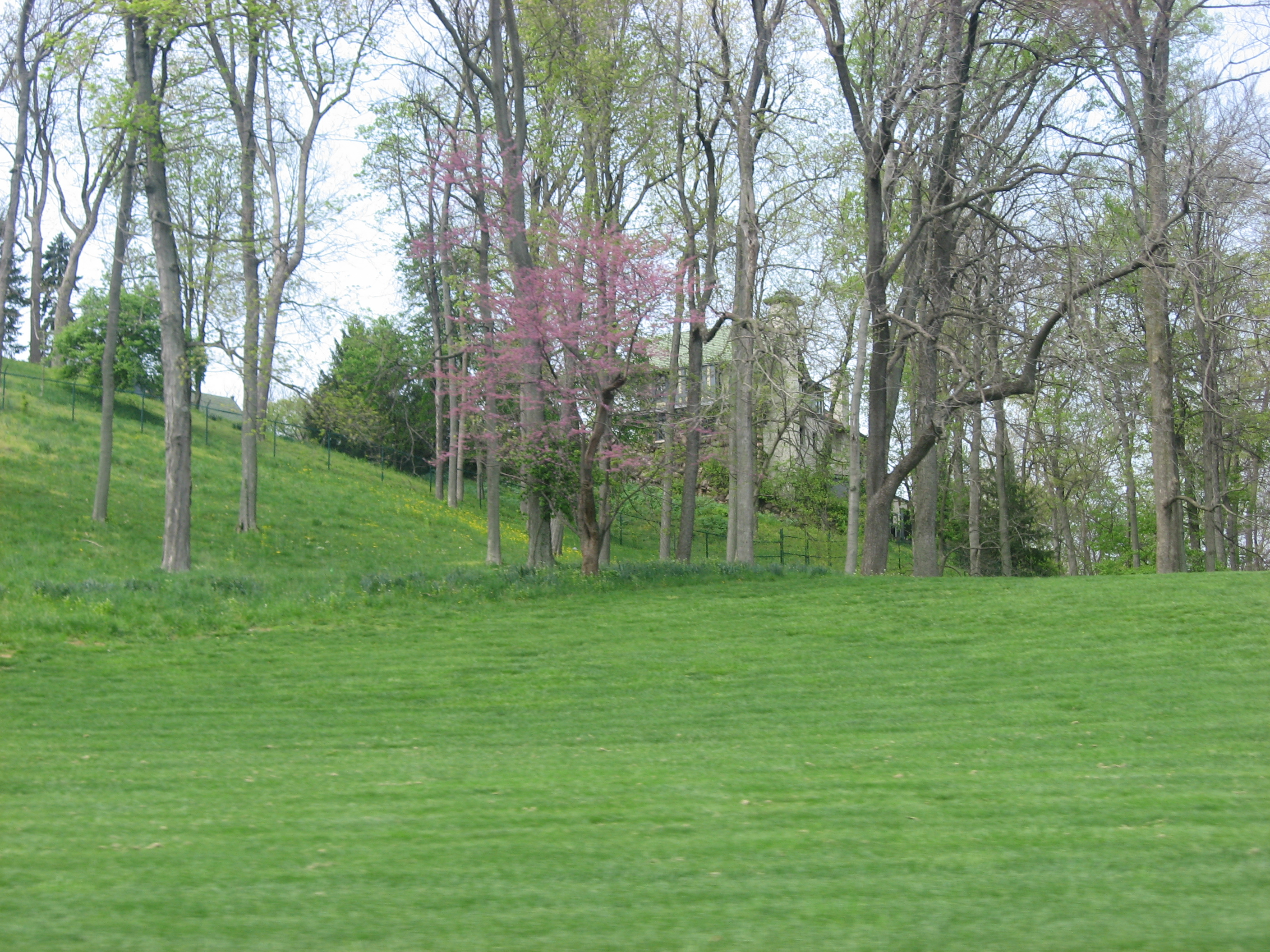
オハイオ州ケタリング市にあるリッジレー・テラス。1977年に「チャールズ・F・ケタリング邸」として国家歴史登録財に指定されている。

1998年、ミシガン州フリントのGMIエンジニアリング・アンド・マネジメント・インスティテュート（以前はゼネラルモーターズ・インスティテュート）が、「ボス」・ケタリングの名にちなみ、ケタリング大学となった。また、ニューヨーク市の研究・治癒複合地区にはメモリアル・スローン＝ケタリング・がんセンター（en:Memorial Sloan Kettering Cancer Center）がある。
オハイオ州ケタリング市は、1955年に造成されケタリングに因んで命名された土地だが、現在ではデイトン郊外の住宅地となっている。ケタリングの住んでいたリッジレー・テラス (Ridgeleigh Terrace) は1914年に建てられたもので、米国で最初にエアコンが使われた家である。近くには、チャールズ・F・ケタリング医療センター、およびケタリング・カレッジ（前述のケタリング大学とは無関係）という医療系大学もある。この医療センターおよびセブンスデー・アドベンチスト教会系私立大学の敷地は、ともにチャールズの子ユージーンが、ケタリング家の所有していた土地から35エーカー（142,000m2）を寄贈したものである。

## 名言・格言
チャールズ・ケタリングには名言・格言として引用されている文章が数多くある。
- 999回失敗しても、1回うまくいけばいい。それが発明家だ。失敗は、うまくいくための練習だと考えている。（成功の99パーセントは以前の失敗の上に築かれる。）
- 過去に興味はない。未来に興味がある。なぜなら、そこで残りの人生を過ごすことになるからだ。
- この世の中には最初からうまくいくものなどほとんどない。成功へと至る道では、失敗、それも度重なる失敗が道しるべとなる。失敗したくなければ、何もせずじっとしているほかない。試行錯誤を重ねながら、成功を目指して一歩一歩前進していくことが大切だ。
- 進み続けなさい。期待していたことが、偶然にでもつかめるはずだ。座ったままで、偶然にチャンスを見つけたという話は聞いたことがない。
- 問題を手際よく表現すれば、問題は半ば解決されている。（問題をきちんと述べられれば、半分は解決したようなものだ）
- 自由に開かれた心があれば、必ず地平線は開ける。
- 人が欲しいと思うものを作ればビジネスは自然と立ち直る。
- 成長は与えられるものではなく、自らの手で勝ち取るもの。
- 発明家は、学校で教わったことなど、あまり重視しない。
- 我々の行く手、未来に招く希望をさえぎっているのは、実は我々の想像力なのである。我々が明日花開くのにただひとつ足かせとなるのは今日の疑念だろう。
- 心を開いていれば、そこは常にフロンティアだ。
- 自分自身を信じ、自分考えを信ずるなら、たいていは成功することが私にはわかった。
- 失敗する事を恥ずべきではなく、その原因を明らかにする為にあらゆる失敗を分析すべきである事を良く教える必要がある。失敗するという事はこの世で重要な教育科目の一つなのだ。

## 受賞歴
- 1936年 - ワシントン賞、フランクリン・メダル
- 1940年 - ASMEメダル
- 1944年 - ジョン・フリッツ・メダル
- 1958年 - エジソンメダル
- 1980年 - 全米発明家殿堂選出